# Umweltminister
Umweltminister oder Umweltschutzminister ist die Kurzform des Titels des Ministers, der das Umweltministerium leitet.

## Deutschland
Auf Landes- und Bundesebene sind Umweltminister die politischen Leiter der Umweltministerien. In den Stadtstaaten Berlin, Bremen und Hamburg ist der entsprechende Titel Senator.
Der Bundesumweltminister (offizielle Bezeichnung: Bundesminister für Umwelt, Naturschutz, nukleare Sicherheit und Verbraucherschutz) ist Leiter des Bundesministerium für Umwelt, Naturschutz, nukleare Sicherheit und Verbraucherschutz. Das Ministerium wurde 1986 als Reaktion auf die Katastrophe von Tschernobyl eingerichtet. Als Mitglied der Bundesregierung leitet der Bundesumweltminister wie jeder Bundesminister innerhalb der vom Bundeskanzler bestimmten Richtlinien der Politik selbständig. Dem Bundesumweltminister unterstehen zwei Parlamentarische Staatssekretäre sowie zwei Staatssekretäre.
Amtierender deutscher Bundesminister für Umwelt, Klimaschutz, Naturschutz und nukleare Sicherheit im Kabinett Merz ist seit dem 6. Mai 2025 Carsten Schneider.

## Österreich
In Österreich leitet der Umweltminister das Bundesministerium für Klimaschutz, Umwelt, Energie, Mobilität, Innovation und Technologie, auch Klimaschutzministerium genannt. Es wurde 2020 aus dem vormaligen Bundesministerium für Verkehr, Innovation und Technologie gebildet, nachdem das Umwelt-Ressort aus dem Landwirtschaftsministerium ausgegliedert wurde. Amtierende österreichische Bundesumweltministerin im Kabinett Schallenberg ist seit dem 29. Januar 2020 Leonore Gewessler (Grüne).

## Schweiz
In der Schweiz leitet der Bundesrat Albert Rösti seit 2023 als Vorsteher das Eidgenössische Departement für Umwelt, Verkehr, Energie und Kommunikation, einer dessen Bereiche ist das Bundesamt für Umwelt.

## Andere Staaten
Vor der Errichtung eigenständiger Umweltministerien waren die Umweltbehörden anderen Ministerien zugeordnet, in Deutschland etwa dem Innenministerium. Dies ist in vielen Ländern heute noch so. Eigene Umweltministerien gibt es beispielsweise in Mexiko seit 1994, in Japan seit 2001 und in Belgien.